# Guy Teissier
Pour les articles homonymes, voir Teissier.
 (mars 2021).
Si vous disposez d'ouvrages ou d'articles de référence ou si vous connaissez des sites web de qualité traitant du thème abordé ici, merci de compléter l'article en donnant les références utiles à sa vérifiabilité et en les liant à la section « Notes et références ».
 (mars 2021).
Guy Teissier, né le 4 avril 1945 à Marseille, est un homme politique français. Membre des Républicains, il est député de la 6e circonscription des Bouches-du-Rhône de 1993 à 2022, fonction qu'il occupe brièvement auparavant en 1988. En 2014, il accède à la présidence de la communauté urbaine Marseille Provence Métropole, qui devient Marseille-Provence deux ans plus tard, un poste auquel il doit renoncer en 2017 en raison du cumul des mandats.

## Situation personnelle

### Naissance
Guy Teissier naît à Marseille, dans le quartier Saint-Antoine (15e arrondissement), le 4 avril 1945. Après des études de droit, il devient clerc de notaire, avant d’embrasser la carrière d’administrateur de biens.

### Famille
Il est marié et père de deux enfants.

## Parcours politique

### Débuts
D’abord membre du groupuscule d’extrême droite Union nationaliste, il s'inscrit au Parti des forces nouvelles, dont il intègre le comité central en 1976. En 1977, il rejoint le Parti républicain (parti membre de l’UDF giscardienne créée en 1978), puis le parti Démocratie libérale de son ami Alain Madelin en 1998, au sein duquel lui est confiée la fonction de secrétaire général adjoint, chargé des questions de sécurité et de défense. Il est membre du bureau politique de l’UMP et siège à la commission nationale d’investiture du parti.

### Conseil général des Bouches-du-Rhône
Élu pour la première fois conseiller général du canton 20B des Bouches-du-Rhône en 1982 contre Jean-Victor Cordonnier, 1er adjoint de Gaston Defferre, il est réélu à ce mandat en 1985, 1992 et 1998. Il est alors président du groupe de l’opposition au sein du Conseil général. En mars 2004, il est réélu conseiller général dans le canton de Sainte-Marguerite, avec 46,7 % des voix, en triangulaire ; il démissionne de ce mandat en novembre 2004 pour se consacrer pleinement à ses autres responsabilités politiques.

### Maire de secteur à Marseille
Depuis 1983, Guy Teissier siège au conseil municipal de Marseille. Il est élu maire du 5e secteur (9e et 10e arrondissements) en 1983, et réélu dans ce fauteuil en 1995, 2001 et 2008.
Lors des municipales de mars 2014, Guy Teissier est une nouvelle fois tête de liste dans les 9e et 10e arrondissements pour l’équipe du maire de Marseille sortant, Jean-Claude Gaudin. Au second tour, la liste de Guy Teissier l’emporte dans son secteur avec plus de 51,4 % des voix en triangulaire, alors que Jean-Claude Gaudin est réélu maire de Marseille. Guy Teissier cède alors son fauteuil de maire du 5e secteur à un de ses proches, Lionel Royer-Perreaut.

### Député des Bouches-du-Rhône
Guy Teissier s’engage dans la bataille des législatives en 1988 : élu en juin contre l’homme d’affaires Bernard Tapie dans la 6e circonscription des Bouches-du-Rhône, à Marseille, l’élection est annulée en novembre par le Conseil constitutionnel.
En 1993, il est réélu député dans la 6e circonscription. Durant son mandat, il occupe le poste de secrétaire de la Commission de la Défense nationale et des Forces armées de l’Assemblée nationale. Il est l’auteur de plusieurs rapports d’information parlementaire, dont « Demain les réserves, un contrat de citoyenneté » et « Quel recrutement pour quelle formation ».
Il est réélu en 1997 dans la 6e circonscription et devient secrétaire du bureau de l’Assemblée nationale (jusqu’en 1999). Guy Teissier est alors membre de la commission de la Défense et des Forces armées, ainsi que du Conseil supérieur de la réserve militaire.
Réélu en 2002 député de la 6e circonscription avec 76 % des suffrages exprimés (meilleur score de France), il est choisi par ses collègues comme président de la Commission de la Défense et des Forces armées de l’Assemblée nationale, face à l’ancien ministre François d'Aubert. À ce titre, il préside la mission de contrôle de l’exécution de crédits du ministère de la Défense, et est l’auteur d’un nouveau rapport sur les réserves. Il est rapporteur pour avis de la Commission de la Défense sur le projet de loi de programmation militaire et sur celui portant sur la réforme du statut général des militaires. Dès 2003, il réunit tous les acteurs de la Défense française et européenne dans le cadre des Universités d’été de la Défense, dont la dernière édition s’est tenue à Pau.
En juin 2007, Guy Teissier est réélu député, dès le 1er tour, avec 55,30 % des voix. Il est reconduit à la présidence de la Commission de la Défense par ses collègues députés. En janvier 2008, il est désigné président de la Délégation parlementaire au renseignement, chargée de contrôler l'ensemble des services de renseignement français.
En juin 2012, il est réélu député de la 6e circonscription, avec 42,45 % des suffrages en triangulaire, et siège à la commission des Affaires étrangères. Il est président du groupe d’études « Espace » et membre de plusieurs autres dont « Alimentation et santé », « Industrie et défense », « Langues régionales », « Prisons et conditions carcérales », « Rapatriés » et « Tauromachie ». Il est vice-président des groupes d’amitié avec l’Arménie, Israël et la Lettonie.
Il soutient François Fillon pour la primaire présidentielle des Républicains de 2016. Il parraine Laurent Wauquiez pour le congrès des Républicains de 2017, scrutin lors duquel est élu le président du parti.
Il est réélu député en juin 2017.
Il n'est pas candidat à sa réélection lors des législatives de 2022 et choisit Didier Réault pour lui succéder. Celui-ci est cependant éliminé au premier tour.

### Communauté urbaine Marseille Provence Métropole
Guy Teissier est élu conseiller communautaire en 2001, réélu à ce poste en 2008 et 2014.
Le 7 avril 2014, il est élu président de la communauté urbaine Marseille Provence Métropole (MPM) par 90 voix, sur un total de 137, succédant à ce poste à Eugène Caselli (PS). Son objectif est de redynamiser MPM (18 communes, un million d’habitants) en vue de sa transformation en Métropole Aix-Marseille Provence (93 communes, 1,8 million d’habitants) en 2016.
En 2008, Guy Teissier est élu président du conseil d’administration de l’établissement public d’aménagement d'Euroméditerranée, vaste opération d’intérêt national de rénovation urbaine menée sur 480 hectares au cœur de Marseille (la plus grande opération de réhabilitation urbaine d'Europe). Il quitte cette présidence à la fin 2013.

### Élections municipales de 2020
Après le second tour des élections municipales de 2020, lors desquelles il est réélu conseiller municipal dans le 5e secteur sur la liste de Lionel Royer-Perreaut, il est désigné candidat par le groupe LR en remplacement de Martine Vassal, battue dans son secteur par le Printemps Marseillais. Lionel Royer-Perreaut annonce sa candidature contre lui, critiquant son positionnement dans l’aile « droitière » du groupe LR — qui pourrait selon lui permettre le ralliement des voix du groupe du Rassemblement national lors du vote du conseil municipal —, mais finit par se retirer. À l’issue du second tour du vote du conseil municipal, Guy Teissier ne reçoit pas le soutien du RN, ni de celui de Samia Ghali, et s’incline par 41 voix contre 51 à Michèle Rubirola.

## Autres engagements
Parallèlement à ses fonctions politiques, il s’implique prioritairement sur le terrain de sa circonscription où il préside le Groupement d’intérêt public des Calanques de Marseille et de Cassis, de 1999 à 2012. Il est à l’origine du Parc national des Calanques, créé mi-2012.

## Détail des mandats et fonctions

### À l’Assemblée nationale
- Du 2 avril 1993 au 21 juin 2022 : député de la 6e circonscription des Bouches-du-Rhône

### Au niveau départemental
- Du 22 mars 1983 au 31 décembre 2000 : conseiller général des Bouches-du-Rhône (canton de Marseille-Mazargues)
- Du 29 mars 2004 au 19 novembre 2004 : conseiller général des Bouches-du-Rhône (canton de Marseille-Sainte-Marguerite)

### Au niveau communal
- Depuis le 14 mars 1983 : conseiller municipal du Ve secteur de Marseille
- Du 14 mars 1983 au 11 avril 2014 : maire du Ve secteur de Marseille
- Depuis 2001 : conseiller de la communauté urbaine Marseille Provence Métropole puis du territoire Marseille-Provence de la métropole d'Aix-Marseille-Provence.
- Du 7 avril 2014 au 13 juillet 2017 : président de la communauté urbaine Marseille Provence Métropole puis du territoire Marseille-Provence.

## Affaire judiciaire
Le 17 avril 2014, devant une assemblée d'agents territoriaux, il déclarera : « Certains compatriotes doivent changer leurs gestes, ne plus jeter les déchets par terre. Il faut trouver ensemble les moyens pédagogiques pour éviter que certains comportements ne s'africanisent ». Pour cette phrase, le Mouvement contre le racisme et pour l'amitié entre les peuples (MRAP) l'assignera devant le tribunal correctionnel de Marseille. Il est finalement relaxé le 24 février 2015,.

## Distinctions

### Décoration
- Chevalier de l'ordre national du Mérite à titre militaire (1983)

### Récompenses
- Colonel (honoraire). Il est aussi décoré de la médaille René Cassin.